# 谷川和
谷川 和（たにがわ やまと、2003年2月5日 - ）は、ジャパンラグビーリーグワンのヤクルトレビンズ戸田に所属する、ラグビーユニオン選手。

## 来歴
大阪桐蔭高等学校では、高3の時に花園（全国高等学校ラグビーフットボール大会）決勝戦に先発スタンドオフで出場した。
2021年、龍谷大学に進学。1年次の11月に関西大学リーグ入替戦で公式戦に出場。2年次からは先発スタンドオフとして公式戦に出場する。
2025年4月2日、ジャパンラグビーリーグワンのヤクルトレビンズ戸田に加入したことを発表した。